# José Otacio Oliveira Guedes
José Otacio Oliveira Guedes (ur. 26 lutego 1974 w São Sebastião do Maranhão) – brazylijski duchowny katolicki, biskup pomocniczy Belo Horizonte od 2024. 

## Życiorys

### Prezbiterat
Święcenia kapłańskie otrzymał 29 sierpnia 2000 i został inkardynowany do archidiecezji Niterói. Po święceniach pracował w archidiecezjalnym seminarium w charakterze wicerektora, a następnie rektora. W latach 2006–2012 był proboszczem parafii św. Piotra Apostoła w Itaboraí, a w latach 2013–2016 kierował archidiecezjalnym instytutem filozoficzno-teologicznym. W 2017 rozpoczął pracę duszpasterską na terenie archidiecezji Porto Velho, a w 2020 został mianowany rektorem Papieskiego Kolegium Brazylijskiego w Rzymie.

### Episkopat
15 maja 2024 papież Franciszek mianował go biskupem pomocniczym archidiecezji Belo Horizonte ze stolicą tytularną Severiana.
10 sierpnia 2024 otrzymał w Niterói święcenia biskupie, których mu udzielił arcybiskup José Francisco Rezende Dias. 